# Distrito electoral Epupa
Epupa es uno de los seis distritos electorales en la Región de Kunene en Namibia. Su población es de 12 816 habitantes. 
Epupa es también la ubicación de los Saltos o Cataratas de Epupa (Epupa Falls), localizadas en la frontera entre Angola y Namibia. Epupa significa "aguas que caen" en herero.

## Otros distritos electorales
- Opuwo
- Outjo
- Sesfontein
- Kamanjab
- Khorixas